# خلیفه محمد تلیسی
خلیفه محمد تلیسی (عربی: خلیفة محمد التلیسی؛ ۹ مهٔ ۱۹۳۰ – ۱۳ ژانویهٔ ۲۰۱۰) یک زبان‌شناس، و تاریخ‌نگار اهل لیبی بود.